# Beziehungen zwischen Neuseeland und den Vereinigten Staaten
Die Beziehungen zwischen Neuseeland und den Vereinigten Staaten sind das zwischenstaatliche Verhältnis zwischen Neuseeland und den Vereinigten Staaten von Amerika (USA). Beide Staaten unterhalten enge diplomatische, wirtschaftliche und kulturelle Kontakte. Neuseeland gilt seit 1996 als „Major non-NATO ally“ (bevorzugter Nicht-NATO-Verbündeter) der USA. So betonen die USA die gemeinsamen demokratischen Werte, die Achtung der Rechtsstaatlichkeit und die langjährige sicherheitspolitische Zusammenarbeit mit Neuseeland.

## Geschichte

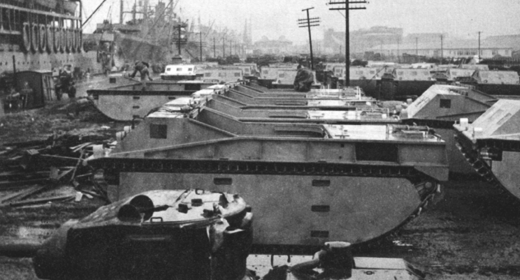
US-Militärausrüstung in Neuseeland während des Zweiten Weltkriegs

Die ersten Kontakte zwischen den USA und Neuseeland ergaben sich bereits Ende des 18. Jahrhunderts, als US-amerikanische Robbenfänger und Walfänger die Gewässer Neuseelands aufsuchten. 1838 richteten die USA ein erstes Konsulat im damaligen britischen Kolonialgebiet Neuseeland ein; erster amerikanischer Konsul war der Kaufmann James Reddy Clendon in der Bay of Islands. 1839 lebten etwa 50 Amerikaner in Neuseeland, was rund 4 % der nicht-Māori Bevölkerung der Nordinsel ausmachte. Nachdem Neuseeland am 26. September 1907 den Status eines eigenständigen Dominions innerhalb des Britischen Weltreichs erhalten hatte, übernahm Großbritannien zunächst weiterhin die außenpolitische Vertretung des Landes. Erst im Zuge des Zweiten Weltkriegs erlangte Neuseeland volle Souveränität über seine Außenbeziehungen: Die Vereinigten Staaten erkannten Neuseeland am 16. Februar 1942 formell als unabhängigen Staat an und nahmen diplomatische Beziehungen auf. Im selben Jahr eröffneten die USA eine Gesandtschaft in Wellington und Neuseeland entsandte mit Walter Nash erstmals einen eigenen Vertreter nach Washington, D.C. Während des Pazifikkriegs waren 1942–1944 zeitweise insgesamt rund 100.000 US-Soldaten in Neuseeland stationiert, um von dort aus an den Gegenoffensiven gegen Japan teilzunehmen.  Dies hatte spürbaren Einfluss auf die neuseeländische Gesellschaft: So entstanden beispielsweise Bars, Cafés und Tanzlokale, um den Bedürfnissen der amerikanischen Truppen gerecht zu werden, und etwa 1.500 Neuseeländerinnen heirateten US-Soldaten und wanderten nach Kriegsende in die USA aus. 1951 besiegelten die beiden Staaten zusammen mit Australien ihre sicherheitspolitische Allianz durch den Abschluss des ANZUS-Vertrags. Neuseeländische Truppen kämpften in der Folge u. a. im Koreakrieg und im Vietnamkrieg an der Seite der Amerikaner.

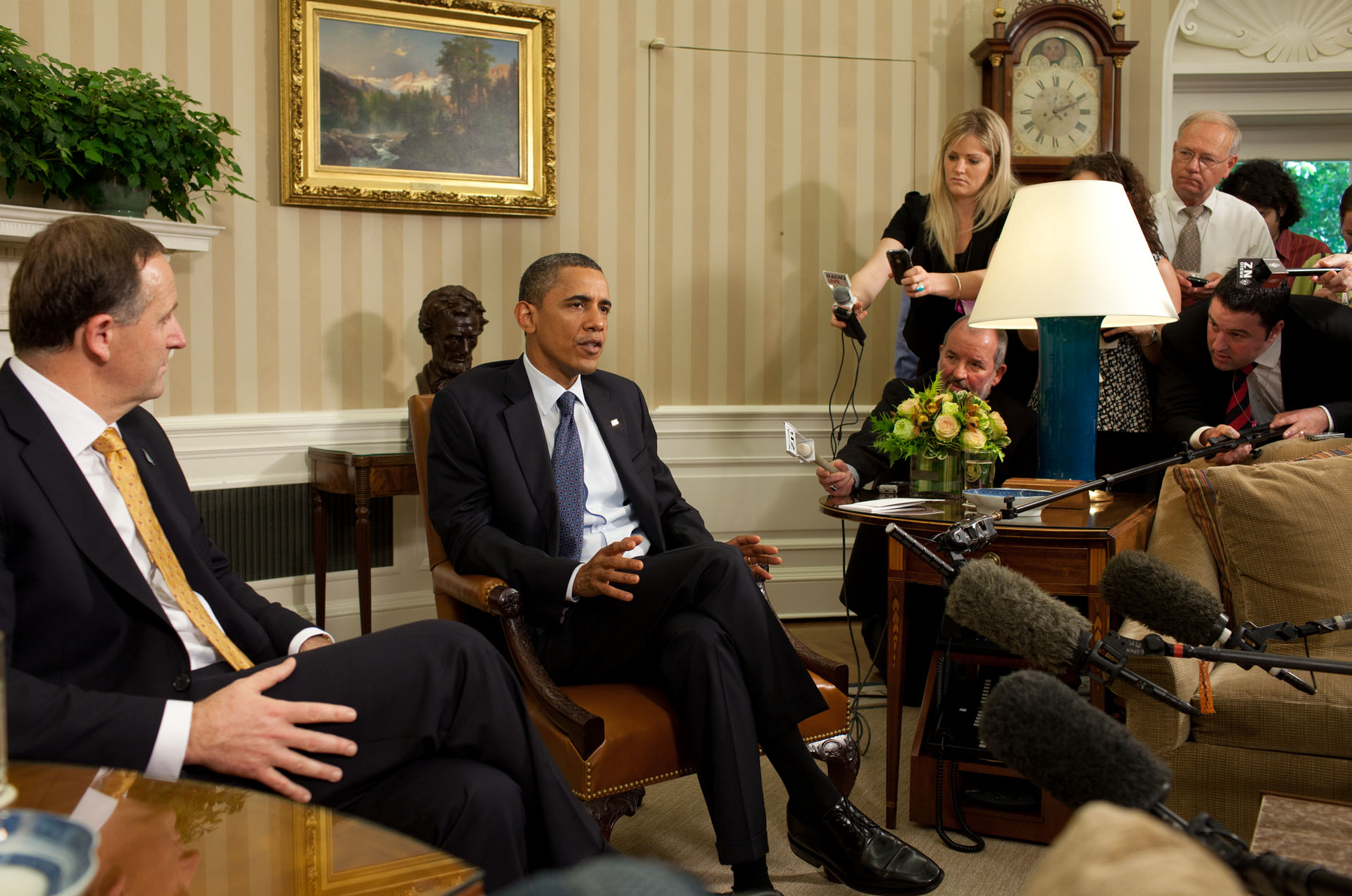
US-Präsident Barack Obama mit Neuseelands Premierminister John Key im Weißen Haus (2011)

Mitte der 1980er Jahre kam es zu einer schweren Belastungsprobe der Beziehungen. Die 1984 in Neuseeland an die Macht gekommene Regierung von David Lange verfolgte eine strikte Anti-Atom-Politik und verweigerte 1985 einem amerikanischen Kriegsschiff den Besuch neuseeländischer Häfen, da die USA die Mitfuhr von Kernwaffen weder bestätigen noch verneinen wollten. Daraufhin setzte die US-Regierung die Bündnisverpflichtungen gegenüber Neuseeland aus; das ANZUS-Bündnis zerbrach faktisch. Neuseeland verabschiedete 1987 das Gesetz zur kernwaffenfreien Zone, das nuklear bewaffneten Schiffen fortan den Zugang zu seinen Hoheitsgewässern untersagte. Die USA stuften Neuseeland in dieser Zeit offiziell nicht mehr als Verbündeten, sondern nur noch als „Freund“ ein und jegliche militärische Kooperation bedurfte einer Ausnahmegenehmigung. Trotz dieser Spannungen blieben wirtschaftliche und kulturelle Kontakte bestehen. In den 1990er Jahren näherten sich beide Länder politisch wieder an. 1996 erklärten die USA Neuseeland zum Major non-NATO ally, was den Zugang des Landes zu amerikanischer Rüstungstechnologie erleichterte. Im November 2010 unterzeichneten US-Außenministerin Hillary Clinton und Neuseelands Außenminister Murray McCully die „Wellington Declaration“, welche eine neue strategische Partnerschaft begründete und die Zusammenarbeit in der Asien-Pazifik-Region hervorhob. Die „Washington Declaration“ von 2012 schuf einen Rahmen für die Wiederaufnahme einer engeren militärischen Zusammenarbeit beider Staaten. Seitdem finden wieder regelmäßig bilaterale Militärübungen und Konsultationen statt. Neuseeland beteiligt sich etwa an der Five-Eyes-Allianz der Nachrichtendienste und entsandte Spezialkräfte zur Unterstützung der von den USA geführten Koalition im Afghanistan-Krieg. Auch an der internationalen Reaktion auf den russischen Überfall auf die Ukraine 2022 arbeiten die USA und Neuseeland eng zusammen. Kritische Differenzen blieben jedoch bestehen – so lehnt Neuseeland nach wie vor jegliche nukleare Bewaffnung ab und blieb etwa dem Irakkrieg 2003 fern, was zeitweise als Belastung für ein mögliches Freihandelsabkommen gewertet wurde. 

## Wirtschaftsbeziehungen
Die Wirtschaftsbeziehungen zwischen Neuseeland und den USA sind insgesamt von mittlerem Umfang, aber vielfältig. Die USA sind nach China und Australien Neuseelands drittgrößter Handelspartner, während Neuseeland im US-Außenhandel eine relativ geringe Rolle einnimmt (2020 Rang 47). Der bilaterale Warenhandel belief sich im Jahr 2024 auf rund 10,1 Mrd. US-Dollar, wobei die US-Exporte nach Neuseeland 4,5 Mrd. und die US-Importe aus Neuseeland 5,6 Mrd. Dollar ausmachten. Hinzu kamen 2022 etwa 3,8 Mrd. US-Dollar an gegenseitigem Handel mit Dienstleistungen (Software, Banken- und Versicherungen, Tourismus). Wichtigste neuseeländische Exportgüter in die USA sind landwirtschaftliche Erzeugnisse (vor allem Fleisch, Milchprodukte und Wein) sowie Maschinenbauprodukte und Tourismus-Dienstleistungen, während die USA vor allem Kraftfahrzeuge, Maschinen, Flugzeuge, Medizintechnik sowie Dienstleistungen im Reiseverkehr nach Neuseeland liefern. Eine Initiative zum Abschluss eines bilateralen Freihandelsabkommens blieb in den 2000er-Jahren erfolglos, doch gehörte Neuseeland 2016 zu den Unterzeichnern der von den USA initiierten Trans-Pacific Partnership, aus der sich die USA allerdings 2017 wieder zurückzogen. Im Indopazifik-Raum arbeiten beide Staaten heute im Rahmen wirtschaftspolitischer Initiativen wie der Indo-Pacific Economic Framework (IPEF) zusammen. Beide Länder sind gemeinsam Mitglieder der Asiatisch-Pazifischen Wirtschaftsgemeinschaft und der OECD.

## Kultur und Migration
Enge kulturelle und personelle Verbindungen prägen die bilateralen Beziehungen ebenfalls. Beide Länder teilen das Englische als dominierende Sprache und haben einen ähnlichen anglo-europäischen historischen Hintergrund, was den Austausch begünstigt. US-amerikanische Popkultur (Musik, Film, Fernsehen) genießt in Neuseeland große Popularität; umgekehrt fanden auch neuseeländische Künstler (etwa im Film und Musikbereich) internationale Beachtung. Jährlich besuchen mehrere hunderttausend US-Bürger Neuseeland als Touristen – im Jahr 2023 waren es rund 379.000 Besucher aus den USA.  Viele neuseeländische Studenten und Fachkräfte verbringen Auslandsaufenthalte oder Weiterbildungen in den Vereinigten Staaten. Darüber hinaus existieren kleinere Diasporagemeinden: Bei der Volkszählung 2018 wurden knapp 27.700 in den USA geborene Einwohner in Neuseeland gezählt während in den USA etwa 20.000 Personen neuseeländischer Herkunft leben (Stand 2010). Ein Abkommen von 2018 (KIWI Act) erleichtert neuseeländischen Unternehmern zudem den Zugang zu US-Investorenvisa.

## Diplomatische Standorte
Die USA unterhalten eine Botschaft in Wellington (seit 1942, ab 1961 auf Botschaftsebene) sowie ein Generalkonsulat in Auckland. Neuseeland verfügt über eine Botschaft in Washington, D.C. und betreibt Konsulate (Generalkonsulate) in Los Angeles und Honolulu; zudem ist Neuseeland mit einer Ständigen Vertretung bei den Vereinten Nationen in New York präsent.